# Шпиталь-ам-Пирн
Шпиталь-ам-Пирн (нем. Spital am Pyhrn) — коммуна (нем. Gemeinde) в Австрии, в федеральной земле Верхняя Австрия.
Входит в состав округа Кирхдорф-на-Кремсе. Население составляет 2222 человека (на 31 декабря 2005 года). Занимает площадь 109 км². Официальный код — 40 918.

## Политическая ситуация
Бургомистр коммуны — Эгидиус Эксенбергер (СДПА) по результатам выборов 2003 года.
Совет представителей коммуны (нем. Gemeinderat) состоит из 25 мест.
- СДПА занимает 13 мест.
- АНП занимает 11 мест.
- АПС занимает 1 место.